# Tommaso Corazza
Tommaso Corazza (Bologna, 29 giugno 2004) è un calciatore italiano, difensore del Bologna.

## Caratteristiche tecniche
Terzino abile in fase offensiva, dotato di un'ottima facilità di corsa, può essere schierato su entrambe le fasce; ha iniziato a giocare a calcio come mezzala, prima di essere arretrato di ruolo da Luca Vigiani nel 2019.

## Carriera

### Club

#### Bologna
Cresciuto nel settore giovanile del Bologna, in cui è entrato a cinque anni su indicazione del padre, allenatore di lungo corso delle giovanili rossoblù, ha esordito tra i professionisti l'11 agosto 2023, nella partita di Coppa Italia vinta per 2-0 contro il Cesena, in cui ha segnato la prima rete dell'incontro. Dieci giorni dopo ha esordito anche in serie A, subentrando all'87' a Charalampos Lykogiannis nella partita persa in casa col Milan.
All'inizio della stagione 2024-2025 non rientra nelle gerarchie del nuovo tecnico Vincenzo Italiano, venendo principalmente usato come riserva. Fa il proprio debutto stagionale solo il 3 dicembre, nel match di Coppa Italia vinto per 4-0 contro il Monza. L'11 dicembre 2024 esordisce in Champions League nella sfida pareggiata contro il Benfica.

#### Prestito alla Salernitana
Il 9 gennaio 2025 viene ceduto in prestito alla Salernitana. Esordisce ufficialmente con la maglia dei granata il 7 febbraio seguente, rilevando Lilian Njoh nella ripresa del match esterno contro il Brescia (0-0). Il 25 aprile seguente mette a segno la sua prima rete con i campani, aprendo le marcature del match casalingo contro il Cosenza vinto per 3-1. Termina l'annata con la retrocessione dei campani in Serie C, eliminati ai play-out dalla Sampdoria.

### Nazionale
Nel 2023 ha esordito nella nazionale italiana Under-20.

## Statistiche

### Presenze e reti nei club
Statistiche aggiornate al 22 giugno 2025.
| Stagione        | Squadra         | Campionato      | Campionato | Campionato | Coppe nazionali | Coppe nazionali | Coppe nazionali | Coppe continentali | Coppe continentali | Coppe continentali | Altre coppe | Altre coppe | Altre coppe | Totale | Totale |
| Stagione        | Squadra         | Comp            | Pres       | Reti       | Comp            | Pres            | Reti            | Comp               | Pres               | Reti               | Comp        | Pres        | Reti        | Pres   | Reti   |
| --------------- | --------------- | --------------- | ---------- | ---------- | --------------- | --------------- | --------------- | ------------------ | ------------------ | ------------------ | ----------- | ----------- | ----------- | ------ | ------ |
| 2023-2024       | Bologna         | A               | 9          | 0          | CI              | 3               | 1               | -                  | -                  | -                  | -           | -           | -           | 12     | 1      |
| 2024-gen. 2025  | Bologna         | A               | 0          | 0          | CI              | 1               | 0               | UCL                | 1                  | 0                  | -           | -           | -           | 2      | 0      |
| Totale Bologna  | Totale Bologna  | Totale Bologna  | 9          | 0          |                 | 4               | 1               |                    | 1                  | 0                  |             | -           | -           | 14     | 1      |
| gen.-giu. 2025  | Salernitana     | B               | 13+2       | 1          | CI              | -               | -               | -                  | -                  | -                  | -           | -           | -           | 15     | 1      |
| Totale carriera | Totale carriera | Totale carriera | 24         | 1          |                 | 4               | 1               |                    | 1                  | 0                  |             | -           | -           | 29     | 2      |

### Cronologia presenze e reti in nazionale
| Cronologia completa delle presenze e delle reti in nazionale ― Italia under 20 | Cronologia completa delle presenze e delle reti in nazionale ― Italia under 20 | Cronologia completa delle presenze e delle reti in nazionale ― Italia under 20 | Cronologia completa delle presenze e delle reti in nazionale ― Italia under 20 | Cronologia completa delle presenze e delle reti in nazionale ― Italia under 20 | Cronologia completa delle presenze e delle reti in nazionale ― Italia under 20 | Cronologia completa delle presenze e delle reti in nazionale ― Italia under 20 | Cronologia completa delle presenze e delle reti in nazionale ― Italia under 20 |
| Data                                                                           | Città                                                                          | In casa                                                                        | Risultato                                                                      | Ospiti                                                                         | Competizione                                                                   | Reti                                                                           | Note                                                                           |
| ------------------------------------------------------------------------------ | ------------------------------------------------------------------------------ | ------------------------------------------------------------------------------ | ------------------------------------------------------------------------------ | ------------------------------------------------------------------------------ | ------------------------------------------------------------------------------ | ------------------------------------------------------------------------------ | ------------------------------------------------------------------------------ |
| 11-9-2023                                                                      | Tábor                                                                          | Rep. Ceca under 20                                                             | 0 – 1                                                                          | Italia under 20                                                                | Elite League Under-20                                                          | -                                                                              | 82’                                                                            |
| Totale                                                                         |                                                                                | Presenze                                                                       | 1                                                                              |                                                                                | Reti                                                                           | 0                                                                              |                                                                                |